# بوان جورج
بوان جورج (انگلیسی: Bevan George؛ زادهٔ ۲۲ مارس ۱۹۷۷) بازیکن هاکی روی چمن اهل استرالیا است که در مسابقات کشوری و بین‌المللی در مجموع برندهٔ ۴ مدال طلا، ۵ مدال نقره، ۱ مدال برنز شده‌است.

## هاکی روی چمن

### تیم ملی
*جورج با تیم ملی هاکی روی چمن استرالیا (کوکابوراس) در المپیک تابستانی 2004 در آتن مدال طلا گرفت و در المپیک تابستانی 2008 کاپیتان کوکابوراس شد، جایی که آنها مدال برنز گرفتند. جورج پس از بازی‌های پکن از مسابقات بین‌المللی کناره‌گیری کرد و ۲۰۸ بازی برای استرالیا انجام داد. در سال 2005 در مراسم گرامیداشت روز استرالیا، جورج مدال نشان درجه استرالیا (OAM) را دریافت کرد.
*همچنین او بخشی از تیم نوجوانان استرالیا بود که مدال طلای جام جهانی نوجوانان را در میلتون کینز، 1997 کسب کرد. جورج، ملقب به جترو، صدمین مسابقه خود را برای کوکابوراس در 23 می 2004 در برابر بلژیک در طول تور اروپا انجام داد. او کاپیتان تیمی بود که در دسامبر 2005 جام قهرمانی را در چنای به دست آورد و در آنجا به عنوان بهترین بازیکن تورنمنت و همچنین کاپیتان انتخاب شد.
*او یک مدافع کناری است.
*در سال 1999 با تیم انستیتو ورزش استرالیا بورسیه شد و برای آن بازی کرد.
*او در مسابقات قهرمانی قهرمانان استرالیا در سال 2007 شرکت کرد.
*او پس از کسب مدال در بازی‌های المپیک تابستانی ۲۰۰۸، از این ورزش کناره‌گیری کرد.
*در دسامبر 2011، او به عنوان یکی از چهارده بازیکنی که در المپیک تابستانی 2012 تیم ملی توسعه المپیک مردان استرالیا حضور داشتند، انتخاب شد. در حالی که این تیم جزو بیست و هشت تیم برتر نیست و جدا از مربی تمرینی المپیک است، مربی استرالیایی، ریک چارلزورث، انتخاب تنها از تیم تمرینی را رد نکرد، و بازیکنانی از توسعه المپیک این شانس را دارند که احتمالاً به تیم دعوت شوند. نماینده استرالیا در المپیک او با این تیم از 18 ژانویه تا اواسط مارس در پرث، استرالیای غربی تمرین کرد.

## مسابقات بین المللی
- 2000 -  جام قهرمانان، آمستلوین (مقام پنجم)
- 2001 -  جام قهرمانان، روتردام (مقام دوم)
- 2002 - جام جهانی، کوالالامپور (مقام دوم)
- 2002 - بازی های مشترک المنافع، منچستر (مقام اول)
- 2002 -  جام قهرمانان، کلن (مقام پنجم)
- 2003 -  جام قهرمانان، آمستلوین (مقام دوم)
- 2004 -  بازی‌های المپیک، آتن (مقام اول)
- 2005 -  جام قهرمانان، چنای (مقام اول)
- 2006 - بازی‌های مشترک المنافع، ملبورن (مقام اول)
- 2006 -  جام قهرمانان، Terrassa (مقام چهارم)
- 2006 - جام جهانی، مونشن گلادباخ (مقام دوم)
- 2007 -  جام قهرمانان، کوالالامپور (مقام دوم)
- 2008 -  بازی‌های المپیک، پکن (مقام سوم)